# Tropidoderinae
A Tropidoderinae a rovarok (Insecta) osztályának a botsáskák (Phasmatodea) rendjébe, ezen belül a valódi botsáskák (Phasmatidae) családjába tartozó alcsalád.

## Rendszerezés
Az alcsaládba az alábbi nemzetségek és nemek tartoznak:
- Gigantophasmatini Hennemann & Conle 2008
  - Gigantophasma
- Monandropterini Brunner von Wattenwyl, 1893
  - Heterophasma
  - Monandroptera
  - Rhaphiderus
- Tropidoderini Brunner von Wattenwyl, 1893
  - Lysicles
  - Malandania
  - Micropodacanthus
  - Parapodacanthus
  - Paratropidoderus
  - Podacanthus
  - Tropidoderus
- Incertae sedis
  - Didymuria